# 1938
Il 1938 (MCMXXXVIII in numeri romani) è un anno  del XX secolo.

## Eventi
- Alcatraz: in primavera viene progettato un tentativo di fuga da parte dei carcerati James Lucas, Rufus Franklin e Thomas Limerick. La fuga termina con la morte del complice di Lucas e Franklin, in una sparatoria, e l'omicidio di una guardia in precedenza stordita dal trio. Lucas e Franklin vengono processati e condannati all'ergastolo.
- Febbraio – Germania: Adolf Hitler assume il comando supremo delle forze armate tedesche.
- 20 febbraio: in seguito ad una votazione popolare, il romancio viene riconosciuto come quarta lingua nazionale della Svizzera.
- 6 marzo – New Hampshire, USA: Johanne Kolstad arriva a 72 metri nel salto con gli sci, nuovo primato mondiale femminile, che resterà imbattuto per 35 anni.
- 12 marzo: le truppe tedesche entrano in Austria. Il 13 avviene l'annessione (Anschluss) alla Germania, permessa da Arthur Seyss-Inquart, Cancelliere della prima repubblica solo per un giorno.
- 17 marzo: il governo polacco emette un ultimatum indirizzato alla Lituania con cui chiede il ripristino delle relazioni diplomatiche bilaterali.
- 25 aprile: Benito Mussolini annuncia la fondazione di Pomezia, ultima città nata dalla bonifica dell'Agro Pontino.
- Maggio
  - Hitler annuncia che vuole incorporare anche i territori cecoslovacchi abitati da tedeschi, i Sudeti.
  - Visita ufficiale di Hitler in Italia. Papa Pio XI si ritira nel Palazzo Pontificio di Castel Gandolfo ordinando di chiudere i musei vaticani per tutto il periodo della visita.
- 23 maggio: il detenuto Thomas Limerick tenta di evadere dalla prigione di Alcatraz. Dopo essersi rifiutato di arrendersi, viene colpito ripetutamente dai colpi di mitra delle guardie e, di conseguenza, muore dissanguato.
- 10 giugno – USA: sul numero 1 della rivista Action Comics appare la prima storia del personaggio a fumetti Superman.
- 19 giugno – calcio: l'Italia, guidata da Vittorio Pozzo, vince il suo secondo Campionato mondiale battendo a Parigi per 4-2 la nazionale ungherese.
- 30 luglio: scoperta di Carme
- 7 settembre: viene pubblicato sulla Gazzetta del Popolo, il Manifesto futurista della Ceramica e Aereoceramica a firma di Filippo Tommaso Marinetti.
- 18 settembre – Redipuglia: è inaugurato il sacrario militare di Redipuglia
- 18 settembre – Trieste: Benito Mussolini legge per la prima volta le Leggi Razziali dal balcone del Municipio in occasione della sua visita alla città.
- 27 settembre: Radio Londra inizia le sue trasmissioni radiofoniche.
- 28-30 settembre – Germania: Conferenza di Monaco. Vi partecipano Adolf Hitler, Édouard Daladier, Neville Chamberlain e Benito Mussolini. La Francia e la Gran Bretagna, nel tentativo di evitare un conflitto, autorizzano la Germania ad occupare la regione dei Sudeti. Il che avverrà tra il 1° e il 10 ottobre successivo.
- 27 ottobre: il tenore Ferruccio Tagliavini debutta al Comunale di Firenze nei panni di Rodolfo ne La bohème.
- 30 ottobre: Orson Welles trasmette per radio un realistico adattamento de La guerra dei mondi, causando il panico in tutti gli Stati Uniti.
- Novembre
  - Germania – Reichskristallnacht: gli ebrei nel mirino. La notte tra il 9 e il 10 novembre si scatena in tutto il paese la furia antisemita contro i negozi e le sinagoghe ebraiche. Sono attaccati e distrutti migliaia tra sinagoghe, cimiteri, negozi, uffici e abitazioni di ebrei e quasi duecento persone vengono uccise. Passerà alla storia come la Notte dei cristalli. Grazie a tale copertura, e in seguito all'annessione dell'Austria (avvenuta il 12 marzo), Hitler può così far radere al suolo il cimitero ebraico di Graz, probabile reale obiettivo degli eventi: secondo la testimonianza pregressa di Anton Drexler, vi erano presenti le tombe degli antenati sia di sua madre che di suo padre Alois.
  - Italia: sono completate le leggi "per la difesa della razza". Gli ebrei sono espulsi dagli impieghi statali, parastatali e d'interesse pubblico, i matrimoni misti sono proibiti.
- 1º novembre: si corre la gara ippica denominata il duello del secolo tra Seabiscuit e War Admiral al Pimlico Grade di Baltimora, in Maryland
- 2 novembre: con il Primo arbitrato di Vienna l'Italia fascista e la Germania nazista obbligano la Cecoslovacchia a cedere vaste porzioni della Slovacchia meridionale e della Rutenia all'Ungheria
- 11 novembre – USA: God Bless America viene eseguito per la prima volta.
- 17 dicembre: scoperta della Fissione nucleare dell'Uranio (di Otto Hahn), la base scientifica e tecnologica delle bombe atomiche e dei reattori nucleari, cioè l'inizio dell'era atomica.
- 18 dicembre: inaugurazione di Carbonia, la città per la produzione autarchica di carbone.
- 25 dicembre – Sudafrica: dei pescatori scoprono fra le proprie reti un esemplare di pesce sconosciuto. In seguito viene chiamato Celacanto (o Celacantide), e si tratta di una specie di pesce ritenuta estinta milioni di anni fa.

## Nati
Ci sono circa 2 580 voci su persone nate nel 1938; vedi la pagina Nati nel 1938 per un elenco descrittivo o la categoria Nati nel 1938 per un indice alfabetico.

## Morti
Ci sono circa 820 voci su persone morte nel 1938; vedi la pagina Morti nel 1938 per un elenco descrittivo o la categoria Morti nel 1938 per un indice alfabetico.

## Calendario
| Calendario 1938 | Calendario 1938 | Calendario 1938 | Calendario 1938 | Calendario 1938 | Calendario 1938 | Calendario 1938 | Calendario 1938 | Calendario 1938 | Calendario 1938 | Calendario 1938 | Calendario 1938 | Calendario 1938 | Calendario 1938 | Calendario 1938 | Calendario 1938 | Calendario 1938 | Calendario 1938 | Calendario 1938 | Calendario 1938 | Calendario 1938 | Calendario 1938 | Calendario 1938 | Calendario 1938 | Calendario 1938 | Calendario 1938 | Calendario 1938 | Calendario 1938 | Calendario 1938 | Calendario 1938 | Calendario 1938 | Calendario 1938 | Calendario 1938 |
| --------------- | --------------- | --------------- | --------------- | --------------- | --------------- | --------------- | --------------- | --------------- | --------------- | --------------- | --------------- | --------------- | --------------- | --------------- | --------------- | --------------- | --------------- | --------------- | --------------- | --------------- | --------------- | --------------- | --------------- | --------------- | --------------- | --------------- | --------------- | --------------- | --------------- | --------------- | --------------- | --------------- |
|                 | 1               | 2               | 3               | 4               | 5               | 6               | 7               | 8               | 9               | 10              | 11              | 12              | 13              | 14              | 15              | 16              | 17              | 18              | 19              | 20              | 21              | 22              | 23              | 24              | 25              | 26              | 27              | 28              | 29              | 30              | 31              |                 |
| Gennaio         | Sa              | Do              | Lu              | Ma              | Me              | Gi              | Ve              | Sa              | Do              | Lu              | Ma              | Me              | Gi              | Ve              | Sa              | Do              | Lu              | Ma              | Me              | Gi              | Ve              | Sa              | Do              | Lu              | Ma              | Me              | Gi              | Ve              | Sa              | Do              | Lu              |                 |
| Febbraio        | Ma              | Me              | Gi              | Ve              | Sa              | Do              | Lu              | Ma              | Me              | Gi              | Ve              | Sa              | Do              | Lu              | Ma              | Me              | Gi              | Ve              | Sa              | Do              | Lu              | Ma              | Me              | Gi              | Ve              | Sa              | Do              | Lu              |                 |                 |                 |                 |
| Marzo           | Ma              | Me              | Gi              | Ve              | Sa              | Do              | Lu              | Ma              | Me              | Gi              | Ve              | Sa              | Do              | Lu              | Ma              | Me              | Gi              | Ve              | Sa              | Do              | Lu              | Ma              | Me              | Gi              | Ve              | Sa              | Do              | Lu              | Ma              | Me              | Gi              |                 |
| Aprile          | Ve              | Sa              | Do              | Lu              | Ma              | Me              | Gi              | Ve              | Sa              | Do              | Lu              | Ma              | Me              | Gi              | Ve              | Sa              | Do              | Lu              | Ma              | Me              | Gi              | Ve              | Sa              | Do              | Lu              | Ma              | Me              | Gi              | Ve              | Sa              |                 |                 |
| Maggio          | Do              | Lu              | Ma              | Me              | Gi              | Ve              | Sa              | Do              | Lu              | Ma              | Me              | Gi              | Ve              | Sa              | Do              | Lu              | Ma              | Me              | Gi              | Ve              | Sa              | Do              | Lu              | Ma              | Me              | Gi              | Ve              | Sa              | Do              | Lu              | Ma              |                 |
| Giugno          | Me              | Gi              | Ve              | Sa              | Do              | Lu              | Ma              | Me              | Gi              | Ve              | Sa              | Do              | Lu              | Ma              | Me              | Gi              | Ve              | Sa              | Do              | Lu              | Ma              | Me              | Gi              | Ve              | Sa              | Do              | Lu              | Ma              | Me              | Gi              |                 |                 |
| Luglio          | Ve              | Sa              | Do              | Lu              | Ma              | Me              | Gi              | Ve              | Sa              | Do              | Lu              | Ma              | Me              | Gi              | Ve              | Sa              | Do              | Lu              | Ma              | Me              | Gi              | Ve              | Sa              | Do              | Lu              | Ma              | Me              | Gi              | Ve              | Sa              | Do              |                 |
| Agosto          | Lu              | Ma              | Me              | Gi              | Ve              | Sa              | Do              | Lu              | Ma              | Me              | Gi              | Ve              | Sa              | Do              | Lu              | Ma              | Me              | Gi              | Ve              | Sa              | Do              | Lu              | Ma              | Me              | Gi              | Ve              | Sa              | Do              | Lu              | Ma              | Me              |                 |
| Settembre       | Gi              | Ve              | Sa              | Do              | Lu              | Ma              | Me              | Gi              | Ve              | Sa              | Do              | Lu              | Ma              | Me              | Gi              | Ve              | Sa              | Do              | Lu              | Ma              | Me              | Gi              | Ve              | Sa              | Do              | Lu              | Ma              | Me              | Gi              | Ve              |                 |                 |
| Ottobre         | Sa              | Do              | Lu              | Ma              | Me              | Gi              | Ve              | Sa              | Do              | Lu              | Ma              | Me              | Gi              | Ve              | Sa              | Do              | Lu              | Ma              | Me              | Gi              | Ve              | Sa              | Do              | Lu              | Ma              | Me              | Gi              | Ve              | Sa              | Do              | Lu              |                 |
| Novembre        | Ma              | Me              | Gi              | Ve              | Sa              | Do              | Lu              | Ma              | Me              | Gi              | Ve              | Sa              | Do              | Lu              | Ma              | Me              | Gi              | Ve              | Sa              | Do              | Lu              | Ma              | Me              | Gi              | Ve              | Sa              | Do              | Lu              | Ma              | Me              |                 |                 |
| Dicembre        | Gi              | Ve              | Sa              | Do              | Lu              | Ma              | Me              | Gi              | Ve              | Sa              | Do              | Lu              | Ma              | Me              | Gi              | Ve              | Sa              | Do              | Lu              | Ma              | Me              | Gi              | Ve              | Sa              | Do              | Lu              | Ma              | Me              | Gi              | Ve              | Sa              |                 |

## Premi Nobel
In quest'anno sono stati conferiti i seguenti Premi Nobel:
- per la Pace: Nansen International Office For Refugees
- per la Letteratura: Pearl Buck
- per la Medicina: Corneille Jean François Heymans
- per la Fisica: Enrico Fermi
- per la Chimica: Richard Kuhn